# Глубоков, Николай Дмитриевич
Никола́й Дми́триевич Глубо́ков (1917—1970) — старший машинист депо Отрожка Грязинского отделения ЮВЖД, лауреат Сталинской премии третьей степени.

## Биография
С конца 1930-х годов работал машинистом, старшим машинистом депо Отрожка ЮВЖД.
Стал инициатором движения пятисотников — машинистов, добивавшихся 500-километрового среднего суточного пробега ж/д составов.
24 февраля 1949 года практически доказал возможность достижения таких показателей. Выехал в рейс на паровозе серии ФД № 2984, до Грязей вёл поезд с максимально возможной скоростью. Там, сократив до минимума время стоянки, уже через полчаса выехал в обратный рейс. Отказался от набора воды и чистки топки на промежуточных станциях, и без остановок доехал до Отрожки.
За один час локомотив осмотрели, снабдили топливом, песком, водой и отправили во второй рейс под управлением машиниста Живлехина, который также не затратил ни одной лишней минуты.
В третий рейс в эти сутки состав повёл напарник Глубокова комсомолец Буров.
В итоге за сутки на участке Отрожка — Грязи паровоз совершил два с половиной рейса и доставил пять поездов, в том числе три тяжеловесных. Среднесуточный пробег составил 502 км, превысив более чем вдвое заданную норму.

## Признание
- Сталинская премия третьей степени (1950) — за разработку и внедрение нового стахановского метода труда на ж/д транспорте (движение машинистов-пятисотников).
- Почётный железнодорожник
- Отличный паровозник
- знак «Ударнику сталинского призыва»

Сочинения
- Два с половиной рейса в сутки на тяговом плече в 108 км [Текст] : [Старш. машинист депо Юго-Вост. ж. д.] / Н. Д. Глубоков, лауреат Сталинской премии ; Под ред. Б. Д. Подшивалова. — М.: изд-во и 1-я тип. Трансжелдориздата, 1950. — 36 с. : граф.; 20 см. — (Пятисотники — лауреаты Сталинских премий).
- Naponként két és fél út 108 km. hosszvontatási szakaszon [Текст] / N. D. Glubokov ; Ford. Besnyő József. — Budapest: Közlekedési kiadó, 1953. — 36 с.; 20 см. — (Közlekedés- és postaügyi minisztérium kiadványa).
- По уплотненному графику [Текст] / Н. Д. Глубоков, лауреат Сталинской премии, старш. машинист депо Отрожка Ю.-В. ж. д. — [Воронеж] : Воронеж. обл. книгоизд-во, 1950 (Обл. тип.). — 20 с. : портр.; 20 см. — (Новаторы железнодорожного транспорта).